# Henry Hazlitt
Henry Stuart Hazlitt (Filadelfia, 28 novembre 1894 – 8 luglio 1993) è stato un economista statunitense, esponente della scuola austriaca, filosofo politico libertarista e giornalista per diversi quotidiani, tra cui The Wall Street Journal, The New York Times, e Newsweek.

## Biografia
Henry Stuart Hazlitt nacque a Filadelfia e crebbe a New York in condizioni di povertà: il padre morì quando Henry era ancora un bambino. La madre si risposò ma anche questo secondo marito morì e Hazlitt fu costretto a lasciare il college dopo un anno e mezzo per diventare giornalista e guadagnarsi da vivere. Oltre ad essere conosciuto come economista seguace della scuola austriaca fu per un certo periodo un ottimo critico letterario per The New York Sun e The Nation.

Hazlitt ha pubblicato 25 opere e viene considerato uno scrittore molto prolifico.

## Carriera professionale
Hazlitt è conosciuto soprattutto per la sua opera intitolata Economics in One Lesson. Ma ha pubblicato diversi libri sia in materia di etica filosofica (come The Foundations of Morality del 1964) che di economia. Un testo molto importante è The Failure of the New Economics (1959), una critica della teoria keynesiana che ha fortemente influito sull'economia del XX secolo. Nel libro viene analizzato capitolo per capitolo il libro The General Theory of Employment, Interest, and Money (Teoria generale dell'occupazione, dell'interesse, e della moneta) di John Maynard Keynes contestando in maniera puntuale le sue assunzioni teoriche.

## Affiliazioni
Hazlitt fu vice presidente, nonché fondatore, della Foundation for Economic Education, e fu un giovane editorialista del periodico The Freeman.
Negli anni '40 e nei primi anni '50 fece anche parte del "circolo" di Ayn Rand.
Tra il 1997 e il 2002 è esistita un'organizzazione chiamata The Henry Hazlitt Foundation, che aveva come mission la divulgazione a livello internazionale delle idee libertarie, della difesa assoluta della proprietà e del libero mercato. L'organizzazione prese il nome dell'economista per l'importante apporto da lui dato alla "causa libertaria".
Ha fatto anche parte della Mont Pelerin Society.

## Contributi e posizioni più note
Tra le sue posizioni più note vi è la conclusione che in un sistema di libero mercato, i risparmi e gli investimenti tendano ad equilibrarsi in maniera analoga a quanto avviene nella relazione tra la domanda ed offerta di beni reali. In tal modo, il risparmio in conti correnti consente azioni di investimento da parte della banca stessa del denaro depositato. Egli dunque contesta il concetto che "risparmiare", ovvero non spendere denaro sia un fatto negativo che limita la circolazione del denaro, come invece argomenta diverse volte Keynes.

## Opere
- Thinking as a Science, 1915
- The Way to Will Power, 1922
- A Practical Program for America, 1933
- The Anatomy of Criticism, 1933
- Instead of Dictatorship, 1933
- A New Constitution Now, 1942
- Freedom in America: The Freeman, 1945
- The Full Employment Bill: An Analysis, 1945
- Economics in One Lesson, 1946
- Economics in One Lesson (spagnolo), 1946
- Will Dollars Save the World?, 1947
- Forum: Do Current Events Indicate Greater Government Regulation, Nationalization, or Socialization?, Proceedings from a Conference Sponsored by The Economic and Business Foundation, 1948
- The Illusions of Point Four, 1950
- The Great Idea, 1951
- The Free Man's Library, 1956
- The Failure of the 'New Economics': An Analysis of the Keynesian Fallacies, 1959
- The Critics of Keynesian Economics, 1960
- What You Should Know About Inflation, 1960
- The Foundations of Morality, 1964
- Man vs. The Welfare State, 1969
- The Conquest of Poverty, 1973
- To Stop Inflation, Return to Gold, 1974
- The Inflation Crisis and How to Resolve It, 1978
- From Bretton Woods to World Inflation, 1984
- The Wisdom of the Stoics: Selections from Seneca, Epictetus, and Marcus Aurelius, 1984
- The Wisdom of Henry Hazlitt, 1993